# João de Arruda
João d'Arruda Botelho da Câmara (Ponta Delgada, 12 de maio de 1774 — Conceição, Ribeira Grande, 31 de janeiro de 1845), mais conhecido por João de Arruda, morgado, genealogista e membro ilustre da governança da cidade de Ponta Delgada, foi um profundo estudioso da história local e de genealogia que se destacou no campo da investigação sobre as fontes documentais relevantes para a história açoriana.

## Biografia
Interessado pela história e pelas letras, percorreu os cartórios, bibliotecas e arquivos camarários e paroquiais da ilha de São Miguel, com o objectivo de organizar os documentos aí existentes que fossem relevantes para a história dos Açores. Interessado por genealogia, dedicou grande atenção à documentação que permitisse historiar as instituições vinculares da ilha e as genealogias das famílias mais proeminentes. Para além disso, embora sem formação especializada em paleografia, transcreveu grande parte do manuscrito da obra Saudades da Terra, de Gaspar Fructuoso, tarefa a que se dedicou em pleno.
Consciente da importância do conhecimento seguro acerca das instituições vinculares, iniciou em fins do século XVIII a elaboração de um catálogo onde organizou os elementos que foi recolhendo sobre genealogias e administrações de vínculos, com base no estudo das linhagens e a apresentação das linhas masculinas, já que entendia que «a linha masculina é a principal, e única em cada morgado», e femininas. A obra regista a instituição de morgadios e capelas e regista as casas vinculares de São Miguel, com as respectivas administrações. A obra está organizada em torno do conceito de “casa vincular” ou “casa vinculada”, associando casa, nome e vínculo. O trabalho de foi preservada e estudado por Ernesto do Canto, que o continuou e anotou nas últimas décadas do século XIX.
Em resultado da sua aturada investigação documental, produziu uma notável obra manuscrita, a que deu o título de Memórias genealógicas proveitosas aos moradores desta Ilha que compos João d'Arruda Botelho da Câmara desta mesma Ilha anno de 1790, documento que deu origem a um manuscrito intitulado «Notícias históricas, genealógicas e vinculares da ilha de São Miguel. Extratos de testamentos dos que instituíram vínculos em São Miguel e seus instituidores e administradores», o qual, com as anotações de Ernesto do Canto, foi editado em 1995 pelo Instituto Cultural de Ponta Delgada.
Numa advertência, inserta no início do seu texto, fez notar que «se em todos os países gravassem em mármore as suas descobertas, e histórias, e não ficassem em papel que o vento leva, e fogo devora, e a humidade apodrece, e desfaz, não se duvidaria de muitos factos da antiguidade, e por isso com grande despeza mandei lavrar dezasseis pedras de quatro palmos quadrados, aonde fiz gravar em letra redonda os sucessos mais notáveis da história e descobrimentos destas ilhas dos Açores e da Madeira». As inscrições são um conjunto de 16 pedras de basalto registando o que entendia serem os factos mais importantes da história açoriana e das suas genealogias.
As pedras que mandou lavrar foram originalmente colocadas numa ermida no Pico Arde, Ribeira Grande, e posteriormente oferecidas pelo seu filho, Francisco de Arruda Botelho, a Gonçalo de Athaíde Corte Real Bettencourt. Após estarem em mostra na Exposição de 1901, realizada aquando da visita do rei D. Carlos I de Portugal à ilha de São Miguel, foram oferecidas ao Museu Carlos Machado por Luís de Athaíde Corte Real da Silveira Estrela. Estão expostas no claustro do Convento de Santo André, núcleo-sede do Museu Carlos Machado.
Entre os episódios inscritos, consta  o descobrimento das ilhas de Santa Maria (primeira pedra) e São Miguel (segunda pedra), o grande sismo de 1522 que assolou Vila Franca do Campo (quinta pedra), a elevação de Ponta Delgada a cidade (nona pedra, onde também se inscreve a derrota de D. António Prior do Crato na batalha naval de Vila Franca do Campo) e a expulsão dos jesuítas, em 1766 (décima quinta pedra).